# 天神桥筋商店街

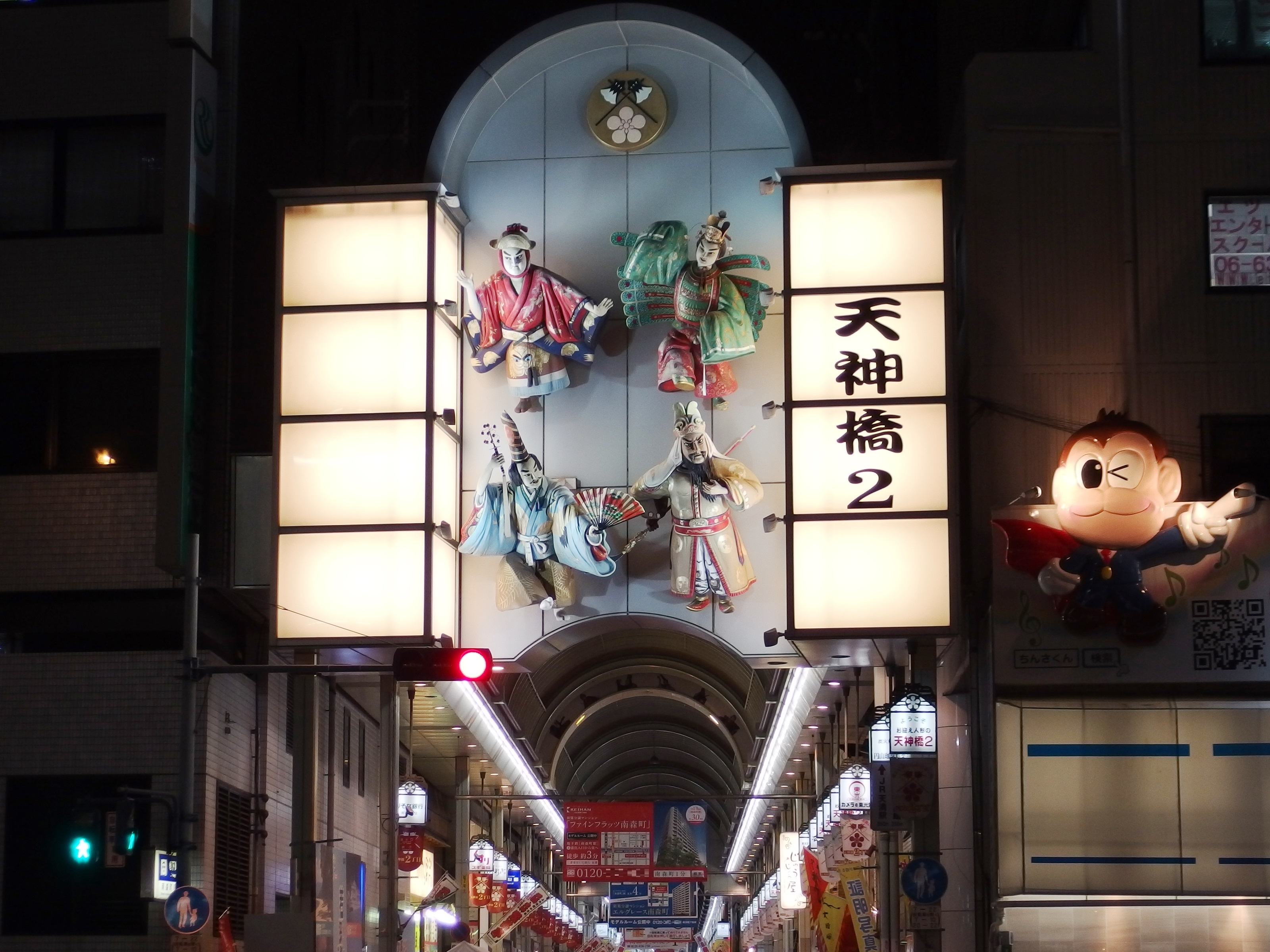
天神桥筋商店街进口迎客人形

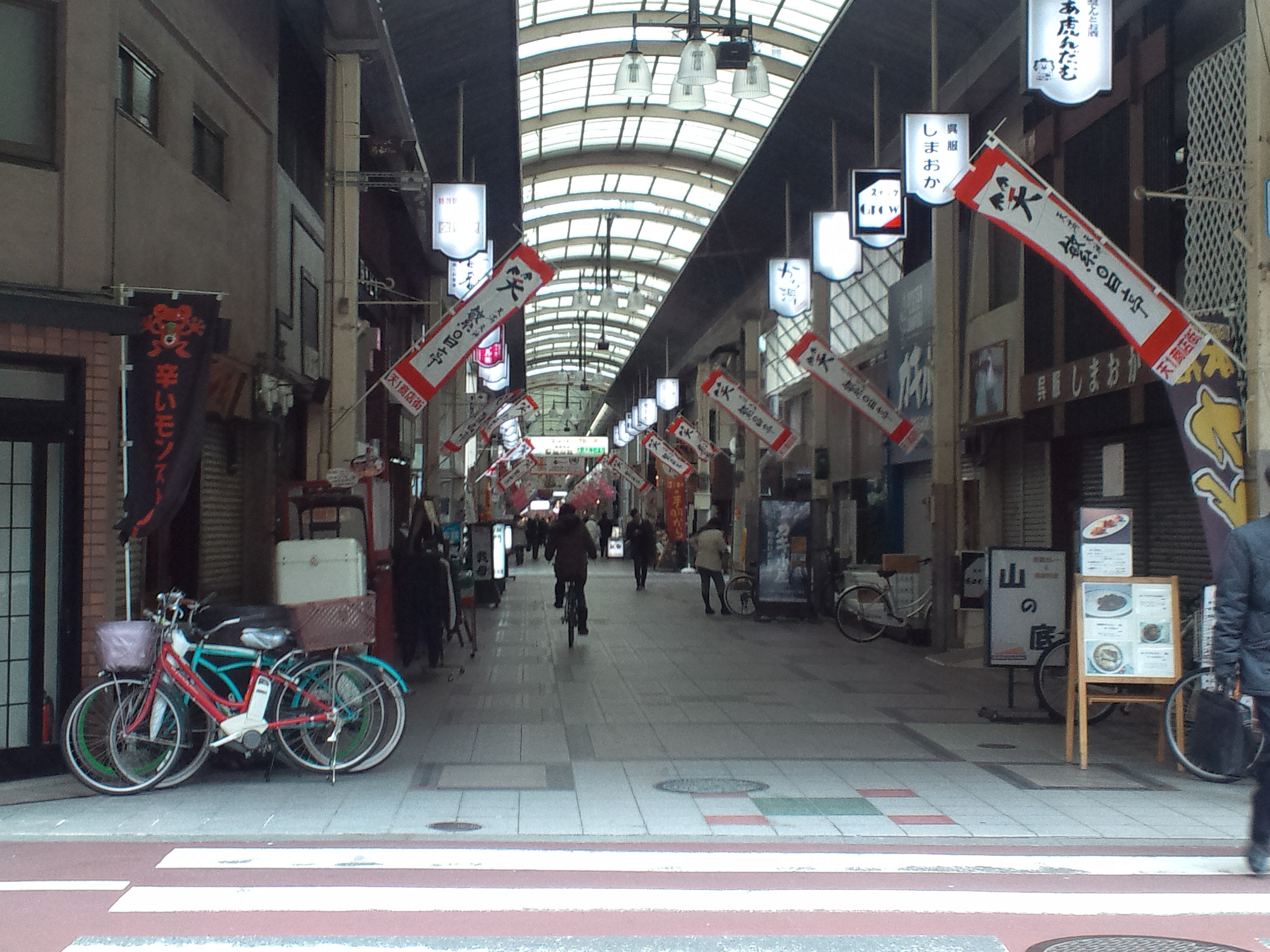
拱形天顶
天神桥1丁目

天神桥筋商店街（日語假名：てんじんばしすじしょうてんがい），是在日本大阪府大阪市北区的拱廊型商店街。

## 概要
該商店街號稱「日本最长的商店街」，南北长2.6km，有大小商店600家。商店街从1丁目到7丁目，各稱为「○丁目商店街」。若用略称，則1丁目商店街稱為「天1（てんいち）」，3丁目商店街稱為「天3（てんさん）」。1丁目到6丁目没有联合组合。「3丁目商店街」於2006年（平成18年）5月被选入「加油商店街77选」中。
其中4丁目以JR天满站为界，分为「天四北商店街」和「四番街商店街（天四南）」。

## 历史
在江户时代身為日本物流重心的天满蔬果市场為中心而发展。古称为十丁目商店街，现在当地也还称十丁目（じっちょめ）。这是因为从江户时代到1872年（明治5年），天神桥的北边以天满10丁目當作町名而来。作为江户时代町名的天满，大川的北岸从东到西有1丁目到11丁目，天神桥北端正好是10丁目。

## 交通
- 大阪市营地铁、阪急电铁：天神桥筋六丁目站
- 西日本旅客铁道（JR西日本）大阪环状线：天满站
- 大阪市营地铁：扇町站、南森町站
- JR东西线：大阪天满宫站
- 大阪市营巴士：「天神桥八丁目」、「天神桥六丁目」、「天神桥五丁目」、「扇町」、「南森町」
- 阪神巴士：「天神橋筋六丁目」
- 近鉄巴士：「南森町」

## 鄰近地方

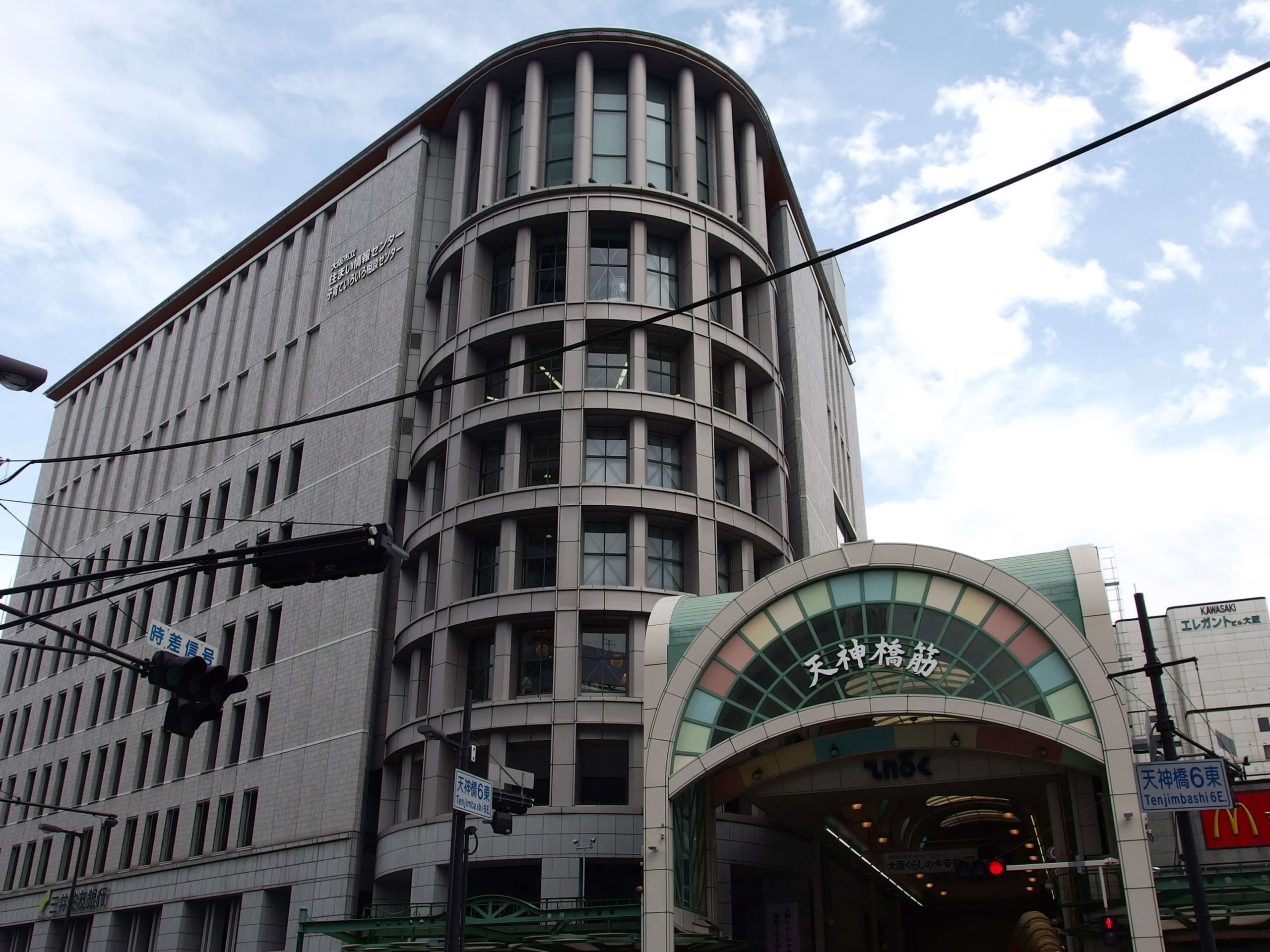
天神桥六丁目商店街和大阪市立居住信息中心

- 天神橋
- 大阪天満宮
- 堀川戎神社
- 扇町公園
- 儿童广场大阪
  - 関西电视放送总部
- 大阪市立居住信息中心
  - 大阪生活的今昔館
- 天満天神繁昌亭
- FM802
- 天五中崎通商店街

## 自行车事故频发和通行规则
由于天神橋筋商店街随着行人增多，和自行车碰撞事故频发，商店街方面要求大阪府警察实施自行车通行规则。为此，2014年1月31日以后，同府警在天満駅南側，按時間帯实施通行规则。。

## 関連項目
- 天六

## 外部リンク
- 天神橋筋商店会 公式サイト（页面存档备份，存于）（日語）
- 天神橋123商店街（日語）
- 4丁目商店街（页面存档备份，存于）（日語）
- 4丁目北商店街（页面存档备份，存于）（日語）
- 5丁目商店街（页面存档备份，存于）（日語）
- 6丁目商店街（页面存档备份，存于）（日語）
- 大阪市立住まい情報センター 公式サイト『おおさか・あんじゅ・ネット』（日語）
- 天満スイッち.com（日語）
- じっちょめ（页面存档备份，存于）[]
- 天神橋バザール（页面存档备份，存于）（日語）

## 脚注
1. ↑  自行车事故:在商店街有2成的行人遭遇　大阪・天神橋筋 （页面存档备份，存于） 毎日新聞 2013年11月23日
2. ↑  大阪・天神橋筋商店街:车站南边也施行自行车规则　从下个月31日起白天禁止通行[永久] 毎日新聞 2013年12月6日